# Sergio Arias (zapaśnik)
Sergio Arias – kolumbijski zapaśnik walczący w stylu klasycznym. Zajął czwarte miejsce na mistrzostwach panamerykańskich w 1989. Zdobył brązowy medal na igrzyskach boliwaryjskich w 1989 roku.